# Anaxipha tachephona
Anaxipha tachephona is een rechtvleugelig insect uit de familie krekels (Gryllidae). De wetenschappelijke naam van deze soort is voor het eerst geldig gepubliceerd in 2000 door Desutter-Grandcolas.